# Christopher Clarke (Maître d'art)
Pour les articles homonymes, voir Christopher Clarke (homonymie) et Clarke.
Ne doit pas être confondu avec Christopher Clark ou Christophe Clark.
Christopher Clarke est un facteur d'instruments anciens à claviers installé à Donzy-le-National en Bourgogne. 

## Biographie
Suivant des études d’ingénieur, Christopher Clarke fait un premier stage dans l’ingénierie mécanique à Édimbourg. Il apprend le travail de précision, aspect qu’il retrouve plus tard dans ses cours du soir en orfèvrerie bijouterie. Ce souci du détail et de la précision fut depuis toujours présent dans ses différents travaux et encore aujourd’hui lors de la fabrication des instruments de musique. Embauché par la suite dans un musée à Sunderland, il se prend de passion pour les collections d’instruments de musique. Il part alors à Nuremberg les étudier grâce à une bourse d’étude. De retour à Édimbourg, il se fait embaucher par l’Université en tant que conservateur adjoint du Russell Collection of Harpsichords and Clavichords, puis devient conservateur au musée Adlam-Burnett (Angleterre). Il apprend alors la restauration d’instruments et se voit confier des pièces des collections nationales. Son talent se confirme et dans les années 1970, il est reconnu bien au-delà des frontières britanniques. 
En 1978, il s’installe à Paris et ouvre avec deux amis un atelier de facture instrumentale. Il s'établit en Bourgogne en 1986. Christopher Clarke a aujourd’hui de nombreuses références non négligeables, parmi elles : 
- les CNSMD de Paris et de Lyon,
- la Finchcocks Collection,
- Pierre Goy,
- Christopher Hogwood,
- l'Institut de Musique Ancienne de Saintes,
- Yoshiko Kojima,
- le Musée de la Comédie Française,
- le Musée de la musique à Paris,
- le Musée Unterlinden à Colmar,
- la Russell Collection of Harpsichords & Clavichords à Edimbourg,
- le Victoria & Albert Museum,
- le Vleeshuis Museum à Anvers,
- le Musée historique de Lausanne,
- Andreas Staier,
- Jos van Immerseel, etc.

## Facture d'instruments anciens à claviers
La fabrication d’instruments de musique, et en particulier d’instruments à clavier, requiert des connaissances dans des domaines variés. Ainsi, un bon facteur d’instrument dit aussi être ébéniste, mécanicien ou encore menuisier. Christopher Clarke travaille encore selon les méthodes du XVIIIe siècle pour fabriquer ses piano-forte et clavicordes. C’est l’un des seuls dans le monde à avoir résisté à l’industrialisation de la fabrication d’instruments anciens à cordes parmi la vingtaine d’atelier restants. Il est donc capable de réaliser des copies parfaites, en forme comme en son, de ces anciens instruments. Pour un seul instrument, le temps de travail est estimé entre 1500 et 2500 heures.

## Distinctions
Il est de nombreuses fois distingué pour son savoir-faire :
- Prix Départemental de la SEMA dans l'Yonne en 1985
- 2e Prix Régional de la SEMA en Bourgogne en 1986
- Maître Artisan en 1991
- Lauréat du prix Bettencourt "Pour l'Intelligence de la Main" en 2000[1]
- Nommé Maître d'art par le Ministère de la Culture en 2006[3]
- Inscrit à Inventaire du patrimoine culturel immatériel en France en 2009[4].